# Barschel-Brief
Als Barschel-Brief wurde ein gefälschtes Schriftstück bekannt, das angeblich vom damaligen Ministerpräsidenten von Schleswig-Holstein Uwe Barschel (1944–1987) an Gerhard Stoltenberg (1928–2001), damals Landesvorsitzender der CDU, gerichtet war. In dem auf den 3. Oktober 1987 datierten Brief erhebt Barschel Vorwürfe gegen Stoltenberg, bittet diesen aber auch um Hilfe in der Bewältigung der Barschel-Affäre. Durch die Veröffentlichung des Briefes wurde Stoltenberg der Mitwisserschaft an den Abläufen der Affäre belastet.
Der Brief wurde 1988 einigen Redaktionen in der Bundesrepublik Deutschland zugespielt. In seiner Sendung vom 18. Oktober berichtete das Fernsehmagazin Panorama über den Brief, der vom Kölner Sprachwissenschaftler Raimund H. Drommel als echt angesehen wurde. Bald darauf wurden aber Zweifel an der Authentizität des Briefes geäußert. In der folgenden Panorama-Sendung, einen Monat später, wurden zwei Gegendarstellungen, von Stoltenberg sowie von CDU-Generalsekretär Rolf Rüdiger Reichardt verlesen.
1991 stellte sich heraus, dass der Brief vermutlich eine Fälschung der Abteilung X des Auslandsgeheimdienstes Hauptverwaltung A der DDR war.